# Vittorio Calestani
Vittorio Emanuele Vincenzo Giuseppe Calestani, född 25 oktober 1882 i Oneglia, Italien, död 1949 i Pisa, var en italiensk botaniker. Han forskning innefattade bland annat ett klassificeringssystem för angiospermer (blomväxter).
Auktorsnamnet Calest. kan användas för Vittorio Calestani i samband med ett vetenskapligt namn inom botaniken; se Wikipediaartiklar som länkar till auktorsnamnet.